# Герої Радянського Союзу — уродженці Донецької області
У цьому списку представлені, по районах, Герої Радянського Союзу, які народились на території сучасної Донецької області. Список містить інформацію про дату Указу про присвоєння звання, номер медалі «Золота Зірка» рід військ, посаду та військове звання на час присвоєння звання Героя Радянського Союзу, місце народження, роки життя (дата народження і дата смерті) та місце поховання.
| № п/п                       | Фото                    | П. І. Б.                          | Дата Указу Номер нагороди                  | Рід військ                 | Посада Звання                                                                                  | Роки життя                              | Роки життя                              |
| --------------------------- | ----------------------- | --------------------------------- | ------------------------------------------ | -------------------------- | ---------------------------------------------------------------------------------------------- | --------------------------------------- | --------------------------------------- |
| місто Авдіївка              |                         |                                   |                                            |                            |                                                                                                |                                         |                                         |
| 1                           | Герой Радянського Союзу | Глазунов Володимир Іванович       | 13.09.1944 № 4860                          | Піхота                     | стрілець, гвардії рядовий                                                                      | нар. 04.07.1925 Авдіївка                | пом. 11.11.1992 Мінеральні Води         |
| 2                           | Герой Радянського Союзу | Нечаєв Михайло Юхимович           | 14.02.1943 посмертно                       | Бронетанкові війська       | командир батальйону, капітан                                                                   | нар. 12.08.1916 Авдіївка                | пом. 26.12.1942 Тацинська               |
| 3                           | Герой Радянського Союзу | Рудський Федір Андрійович         | 19.04.1945 № 7460                          | Бронетанкові війська       | командир батальйону, капітан                                                                   | нар. 21.05.1921 Авдіївка                | пом. 29.09.1982 Мінськ                  |
| 4                           | Герой Радянського Союзу | Шестаков Лев Львович              | 10.02.1942 № 988                           | Авіація                    | командир полку, майор                                                                          | нар. 28.12.1915 Авдіївка                | пом. 13.03.1944 Давидківці              |
| Амвросіївський район        |                         |                                   |                                            |                            |                                                                                                |                                         |                                         |
| 5                           | Герой Радянського Союзу | Балабаєв Олександр Васильович     | 13.09.1944 посмертно                       | Піхота                     | автоматник, гвардії рядовий                                                                    | нар. .1915 Карпово-Надеждинка           | пом. 14.05.1944 Одеса                   |
| 6                           | Герой Радянського Союзу | Вощенко Василь Іванович           | 29.10.1943 посмертно                       | Піхота                     | командир роти, старший лейтенант                                                               | нар. 15.01.1918 Амвросіївка             | пом. 23.10.1943 Сваром'я                |
| 7                           | Герой Радянського Союзу | Єсауленко Володимир Венедиктович  | 27.03.1942 посмертно                       | Піхота                     | командир роти, лейтенант                                                                       | нар. .1912 Амвросіївка                  | пом. 28.01.1942 стан. Ряжена            |
| 8                           | Герой Радянського Союзу | Івашко Олександр Іванович         | 22.02.1944 № 3430                          | Піхота                     | старшина роти, сержант                                                                         | нар. 25.12.1924 Кутейникове             | пом. 13.12.1990 Амвросіївка             |
| 9                           | Герой Радянського Союзу | Ломакін Василь Іванович           | 13.09.1944 посмертно                       | Піхота                     | кулеметник, гвардії рядовий                                                                    | нар. .1920 Карпово-Надеждинка           | пом. 18.04.1944 Раскаєць                |
| 10                          | Герой Радянського Союзу | Симонов Михайло Васильович        | 31.12.1942 № 796                           | Авіація                    | командир ланки, гвардії капітан                                                                | нар. 01.08.1913 Войковський             | пом. 24.04.2004 Казань                  |
| 11                          | Герой Радянського Союзу | Ткаченко Андрій Якович            | 05.11.1944 № 5114                          | Авіація                    | командир ескадрильї, гвардії майор                                                             | нар. 15.09.1918 Кутейникове             | пом. 24.02.1978 Київ                    |
| Бахмутський район           |                         |                                   |                                            |                            |                                                                                                |                                         |                                         |
| 12                          | Герой Радянського Союзу | Бездвірний Анатолій Андрійович    | 24.03.1945 № 6680                          | Артилерія                  | номер гарматної обслуги, рядовий                                                               | нар. 30.03.1922 Соледар                 | пом. 31.10.1952 Сіверськ                |
| 13                          | Герой Радянського Союзу | Жученко Григорій Прокопович       | 23.02.1945 № 7363                          | Авіація                    | командир ескадрильї, старший лейтенант                                                         | нар. 25.12.1922 Родіонівка              | пом. 25.05.2016 Одеса                   |
| 14                          | Герой Радянського Союзу | Завгородній Василь Никифорович    | 19.03.1944 № 3416                          | Артилерія                  | командир взводу, гвардії лейтенант                                                             | нар. 30.11.1911 Весела Долина           | пом. 31.08.1961 Розкішна                |
| 15                          | Герой Радянського Союзу | Кондратьєв Леонтій Васильович     | 31.03.1943 посмертно                       | Піхота                     | помічник командира взводу, старшина                                                            | нар. .1892 Бахмут                       | зник безвісти 04.1943 Кубань            |
| 16                          | Герой Радянського Союзу | Корсунський Вольф Борухович       | 18.08.1945 № 8765                          | Авіація                    | заступник командира ескадрильї, старший лейтенант                                              | нар. 16.11.1923 Бахмут                  | пом. 17.03.1950 Бахмут                  |
| 17                          | Герой Радянського Союзу | Машков Ігор Анатолійович          | 22.02.1944 № 2536                          | Піхота                     | стрілець, гвардії червоноармієць                                                               | нар. 23.02.1924 Бахмут                  | пом. 06.05.1961 Одеса                   |
| 18                          | Герой Радянського Союзу | Мосієнко Сергій Іванович          | 18.08.1945 № 8834                          | Авіація                    | льотчик, старший лейтенант                                                                     | нар. 27.07.1921 Андріївка               | пом. 24.02.1991 Москва                  |
| 19                          | Герой Радянського Союзу | Сачко Йосип Кузьмич               | 22.07.1944 № 4010                          | Авіація                    | льотчик, лейтенант                                                                             | нар. .1916 Бахмут                       | пом. 27.08.1944 Балтійське море         |
| 20                          | Герой Радянського Союзу | Фомін Володимир Васильович        | 31.05.1945 № 8906                          | Військова медицина         | санінструктор, гвардії старшина                                                                | нар. 01.02.1925 Бахмут                  | пом. 10.12.2000 Севастополь             |
| 21                          | Герой Радянського Союзу | Шамшур Анатолій Іванович          | 22.02.1944 посмертно                       | Піхота                     | командир взводу, гвардії старший сержант                                                       | нар. .1924 Часів Яр                     | пом. 04.10.1943 Мишурин Ріг             |
| Великоновосілківський район |                         |                                   |                                            |                            |                                                                                                |                                         |                                         |
| 22                          | Герой Радянського Союзу | Білогуров Олександр Іванович      | 07.02.1940 № 273                           | Авіація                    | повітряний стрілець-радист, старшина                                                           | нар. 03.12.1914 Времівка                | пом. 03.07.1942 Времівка                |
| 23                          | Герой Радянського Союзу | Єгоров Спиридон Михайлович        | 07.04.1940 № 489                           | Піхота                     | командир роти, лейтенант                                                                       | нар. 12.12.1908 Комар                   | пом. 11.12.1999 Москва                  |
| 24                          | Герой Радянського Союзу | Плисенко Артем Михайлович         | 24.03.1945 не отримав                      | Інженерні війська          | сапер, гвардії рядовий                                                                         | нар. .1898 Нескучне                     | пом. 22.04.1945 Гвардійськ              |
| Волноваський район          |                         |                                   |                                            |                            |                                                                                                |                                         |                                         |
| 25                          | Герой Радянського Союзу | Брозголь Микола Ізраїльович       | 16.05.1944 № 4096                          | Артилерія                  | командир артилерійської бригади, гвардії полковник                                             | нар. 31.08.1912 Затишне                 | пом. 08.04.1974 Санкт-Петербург         |
| 26                          | Герой Радянського Союзу | Івашкевич Григорій Мефодійович    | 24.03.1945 № 6615                          | Піхота                     | стрілець, рядовий                                                                              | нар. 11.03.1919 Володимирівка           | пом. 29.12.1991 Сочі                    |
| 27                          | Герой Радянського Союзу | Губенко Антон Олексійович         | 22.02.1939 не отримав                      | Авіація                    | льотчик, старший лейтенант                                                                     | нар. 12.02.1908 Новоапостолівка         | пом. 31.03.1939 Смоленськ               |
| 28                          | Герой Радянського Союзу | Костюченко Петро Андрійович       | 31.05.1945 посмертно                       | Піхота                     | командир батальйону, майор                                                                     | нар. 09.02.1917 Вільне                  | пом. 16.04.1945 Гузов-Платков           |
| 29                          | Герой Радянського Союзу | Пенежко Григорій Іванович         | 13.09.1944 № 5244                          | Бронетанкові війська       | заступник начальника штабу бригади, капітан                                                    | нар. 01.12.1912 Валер'янівка            | пом. 26.03.1992 Загорянський            |
| 30                          | Герой Радянського Союзу | Самохін Микола Єрмолайович        | 02.09.1943 № 1262                          | Авіація                    | командир ланки, капітан                                                                        | нар. 01.10.1913 Гранітне                | пом. 27.03.1978 Ростов-на-Дону          |
| Володарський район          |                         |                                   |                                            |                            |                                                                                                |                                         |                                         |
| 31                          | Герой Радянського Союзу | Депутатов Іван Степанович         | 28.04.1945 № 4984                          | Бронетанкові війська       | командир танка, гвардії молодший лейтенант                                                     | нар. 26.11.1922 Старченкове             | пом. 24.07.1999 Київ                    |
| 32                          | Герой Радянського Союзу | Дорофєєв Іван Миколайович         | 24.03.1945 № 6486                          | Піхота                     | командир взводу, гвардії лейтенант                                                             | нар. 26.10.1914 Суженка                 | пом. 22.08.1945 Берлін                  |
| 33                          | Герой Радянського Союзу | Машковський Степан Пилипович      | 11.09.1941 № 544                           | Авіація                    | командир ескадрильї, старший лейтенант                                                         | нар. 10.12.1914 Старченкове             | пом. 18.03.1958 Жуковський              |
| 34                          | Герой Радянського Союзу | Могильний Михайло Павлович        | 24.03.1945 посмертно                       | Піхота                     | командир відділення, гвардії сержант                                                           | нар. 24.06.1925 х. Михайлівка           | пом. 11.10.1944 Шилутє                  |
| 35                          | Герой Радянського Союзу | Сенатосенко Григорій Прокопович   | 31.05.1945 посмертно                       | Піхота                     | снайпер, старший сержант                                                                       | нар. .1923 Бойове                       | пом. 08.03.1945 Костшин                 |
| 36                          | Герой Радянського Союзу | Якименко Антін Дмитрович          | 29.08.1939 № 157                           | Авіація                    | штурман ескадрильї, лейтенант                                                                  | нар. 05.12.1913 Нікольське              | пом. 06.12.2006 Москва                  |
| місто Горлівка              |                         |                                   |                                            |                            |                                                                                                |                                         |                                         |
| 37                          | Герой Радянського Союзу | Волков Олександр Олександрович    | 20.12.1985 № 11538                         | Космонавтика               | льотчик-космонавт, підполковник                                                                | нар. 27.05.1948 Горлівка                | Зоряне містечко                         |
| 38                          | Герой Радянського Союзу | Діденко Гаврило Власович          | 10.04.1945 № 4610                          | Авіація                    | командир полку, майор                                                                          | нар. 12.06.1908 Горлівка                | пом. 25.01.1970 Санкт-Петербург         |
| 39                          | Герой Радянського Союзу | Тарасков Дмитро Фролович          | 22.02.1944 № 8156                          | Бронетанкові війська       | механік-водій САУ, старшина                                                                    | нар. 20.08.1915 Горлівка                | пом. 20.01.1981 Черкаси                 |
| 40                          | Герой Радянського Союзу | Філін Леонід Олексійович          | 19.08.1944 № 4373                          | Авіація                    | заступник командира ескадрильї, гвардії капітан                                                | нар. 15.08.1915 Горлівка                | пом. 20.02.1975 Житомир                 |
| 41                          | Герой Радянського Союзу | Чичкан Федір Іванович             | 16.10.1943 № 2458                          | Артилерія                  | командир полку, майор                                                                          | нар. 13.10.1918 Горлівка                | пом. 29.09.1956 Серхетабат              |
| 42                          | Герой Радянського Союзу | Щербина Василь Васильович         | 20.01.1943 посмертно                       | Партизани і підпільники    | командир партизанського загону, майор                                                          | нар. 09.04.1914 Горлівка                | пом. 23.09.1942 Мінська область         |
| місто Дебальцеве            |                         |                                   |                                            |                            |                                                                                                |                                         |                                         |
| 43                          | Герой Радянського Союзу | Мельников Анатолій Васильович     | 24.03.1945 посмертно                       | Бронетанкові війська       | командир взводу, старший лейтенант                                                             | нар. 03.05.1923 Дебальцеве              | пом. 22.08.1944 Терветський край        |
| 44                          | Герой Радянського Союзу | Пономаренко Олексій Никифорович   | 25.03.1943 № 925                           | Авіація                    | командир літака, гвардії лейтенант                                                             | нар. 17.03.1914 Дебальцеве              | пом. 21.04.1989 Київ                    |
| 45                          | Герой Радянського Союзу | Щербина Микола Семенович          | 23.02.1945 № 4608                          | Авіація                    | заступник командира ескадрильї, гвардії старший лейтенант                                      | нар. 23.01.1920 Дебальцеве              | пом. 28.02.1981 Запоріжжя               |
| Добропільський район        |                         |                                   |                                            |                            |                                                                                                |                                         |                                         |
| 46                          | Герой Радянського Союзу | Буряк Михайло Іванович            | 24.03.1945 посмертно                       | Піхота                     | автоматник, рядовий                                                                            | нар. .1921 Кутузовка                    | пом. 09.05.1944 Інкерман                |
| 47                          | Герой Радянського Союзу | Гутник Йосип Михайлович           | 27.08.1943 № 1260                          | Піхота                     | старшина роти, старший сержант                                                                 | нар. 20.12.1911 Грузьке                 | пом. 30.01.1984 Завидо-Кудашеве         |
| 48                          | Герой Радянського Союзу | Прощаєв Григорій Мусійович        | 26.10.1944 № 2273                          | Авіація                    | командир ескадрильї, старший лейтенант                                                         | нар. 17.01.1923 Панківка                | пом. 06.11.1981 Ростов-на-Дону          |
| місто Донецьк               |                         |                                   |                                            |                            |                                                                                                |                                         |                                         |
| 49                          | Герой Радянського Союзу | Арсьонов Валерій Вікторович       | 10.11.1986 № 11550                         | Повітряно-десантні війська | старший розвідник-гранатометник, рядовий                                                       | нар. 24.06.1966 Донецьк                 | пом. 28.02.1986 Кандагар                |
| 50                          | Герой Радянського Союзу | Бринько Петро Антонович           | 17.07.1941 не отримав                      | Авіація                    | заступник командира ескадрильї, лейтенант                                                      | нар. 17.09.1915 Мандрикіне              | пом. 14.09.1941 Ломоносовський район    |
| 51                          | Герой Радянського Союзу | Давиденко Степан Павлович         | 04.02.1944 № 3217                          | Авіація                    | штурман ескадрильї, капітан                                                                    | нар. 30.11.1911 Олександрово-Григорівка | пом. 10.10.1972 Черкаси                 |
| 52                          | Герой Радянського Союзу | Давидов Віктор Йосипович          | 15.05.1946 № 9044                          | Авіація                    | заступник командира ескадрильї, капітан                                                        | нар. 17.12.1920 Щеглівка                | пом. 23.05.1952 Кострома                |
| 53                          | Герой Радянського Союзу | Жердєв Микола Прокопович          | 17.11.1939 № 169                           | Авіація                    | командир ескадрильї, капітан                                                                   | нар. 05.05.1911 Рутченкове              | пом. 15.11.1942 Хасав'юртівський район  |
| 54                          | Герой Радянського Союзу | Зверьков Петро Павлович           | 15.05.1946 № 7055                          | Авіація                    | помічник командира полку, капітан                                                              | нар. 25.12.1914 Чулківка                | пом. 09.05.1951 Приморський край        |
| 55                          | Герой Радянського Союзу | Зенцов Володимир Васильович       | 25.07.1958 № 11080                         | Авіація                    | льотчик-випробувач, підполковник                                                               | нар. 01.05.1921 Гілка                   | пом. 31.01.1995 Чкаловський             |
| 56                          | Герой Радянського Союзу | Лакатош Володимир Павлович        | 23.02.1945 № 5327                          | Авіація                    | штурман ланки, молодший лейтенант                                                              | нар. 14.12.1923 Рутченкове              | пом. 03.08.2014 Москва                  |
| 57                          | Герой Радянського Союзу | Ляшенко Іван Михайлович           | 16.10.1943 не отримав                      | Артилерія                  | командир батареї, старший лейтенант                                                            | нар. .1921 Донецьк                      | пом. 09.02.1944 Жашків                  |
| 58                          | Герой Радянського Союзу | Мейлус Іван Гнатович              | 23.02.1945 № 5350                          | Авіація                    | штурман полку, капітан                                                                         | нар. 15.08.1913 Рутченкове              | пом. 20.07.1987 Запоріжжя               |
| 59                          | Герой Радянського Союзу | Мішенін Віктор Полікарпович       | 24.03.1945 № 7396                          | Піхота                     | командир взводу, старшина                                                                      | нар. 23.02.1913 Донецьк                 | пом. 13.12.1990 Донецьк                 |
| 60                          | Герой Радянського Союзу | Моженко Пилип Устимович           | 24.03.1945 № 7323                          | Піхота                     | командир батальйону, капітан                                                                   | нар. 05.09.1911 Григорівка              | пом. 12.10.1986 Донецьк                 |
| 61                          | Герой Радянського Союзу | Ткаченко Іван Пилипович           | 19.04.1945 посмертно                       | Артилерія                  | начальник розвідки дивізіону, гвардії лейтенант                                                | нар. 15.03.1916 Донецьк                 | пом. 18.04.1945 Калінінградська область |
| 62                          | Герой Радянського Союзу | Токарєв Мойсей Степанович         | 13.12.1942 № 830                           | Авіація                    | командир полку, майор                                                                          | нар. 09.11.1913 Донецьк                 | пом. 08.07.1943 Старий Оскол            |
| 63                          | Герой Радянського Союзу | Черкашнєв Іван Трохимович         | 21.02.1945 № 3120                          | Артилерія                  | командир батареї, гвардії капітан                                                              | нар. 25.09.1911 Донецьк                 | пом. 24.02.1954 Ленінград               |
| місто Дружківка             |                         |                                   |                                            |                            |                                                                                                |                                         |                                         |
| 64                          | Герой Радянського Союзу | Бобров Леонід Миколайович         | 19.04.1945 № 6131                          | Авіація                    | командир ескадрильї, гвардії майор                                                             | нар. 20.01.1920 Райське                 | пом. 15.09.1988 Мелітополь              |
| 65                          | Герой Радянського Союзу | Дорошенко Павло Якович            | 01.07.1944 № 2703                          | Авіація                    | заступник командира ескадрильї, старший лейтенант                                              | нар. 27.07.1915 Дружківка               | пом. 27.10.1944 Єлгавський край         |
| 66                          | Герой Радянського Союзу | Зубарєв Олександр Гордійович      | 08.05.1965 посмертно                       | Партизани і підпільники    | І секретар підпільного обкому ЛКСМУ                                                            | нар. 29.08.1916 Дружківка               | пом. 15.02.1942 Харківська область      |
| 67                          | Герой Радянського Союзу | Кириленко Василь Іванович         | 26.10.1944 № 4517                          | Авіація                    | командир ланки, гвардії старший лейтенант                                                      | нар. 14.10.1919 Дружківка               | пом. 20.08.1970                         |
| 68                          | Герой Радянського Союзу | Нелідов Федір Гаврилович          | 27.02.1945 посмертно                       | кавалерія                  | командир полку, гвардії підполковник                                                           | нар. 10.05.1912 Дружківка               | пом. 29.01.1945 Любуське воєводство     |
| 69                          | Герой Радянського Союзу | Носуля Микола Васильович          | 24.03.1945 посмертно                       | Піхота                     | командир відділення, сержант                                                                   | нар. .1926 Олексієво-Дружківка          | пом. 20.01.1945 Коло                    |
| місто Єнакієве              |                         |                                   |                                            |                            |                                                                                                |                                         |                                         |
| 70                          | Герой Радянського Союзу | Гавриленко Леонтій Ілліч          | 29.06.1945 № 7599                          | Авіація                    | командир ланки, гвардії лейтенант                                                              | нар. 25.07.1923 Єнакієве                | пом. 08.11.1957 Єнакієве                |
| 71                          | Герой Радянського Союзу | Манагаров Іван Мефодійович        | 28.04.1945 № 6400                          | Генералітет                | командувач армією, генерал-лейтенант                                                           | нар. 12.06.1898 Єнакієве                | пом. 27.11.1981 Ялта                    |
| 72                          | Герой Радянського Союзу | Марченко Олександр Якович         | 13.03.1944 № 3319                          | Авіація                    | заступник командира ескадрильї, гвардії капітан                                                | нар. 31.07.1916 Єнакієве                | пом. 22.12.1991 Москва                  |
| 73                          | Герой Радянського Союзу | Нарбут Борис Станіславович        | 03.06.1944 № 4489                          | Інженерні війська          | командир роти, старший лейтенант                                                               | нар. 25.12.1915 Єнакієве                | пом. 08.08.1995 Азов                    |
| Костянтинівський район      |                         |                                   |                                            |                            |                                                                                                |                                         |                                         |
| 74                          | Герой Радянського Союзу | Гапонов Григорій Семенович        | 24.03.1945 № 4967                          | Піхота                     | командир взводу, сержант                                                                       | нар. 04.04.1909 Костянтинівка           | пом. 29.05.1974                         |
| 75                          | Герой Радянського Союзу | Двужильний Юрій Михайлович        | 24.03.1945 посмертно                       | Піхота                     | командир батальйону, капітан                                                                   | нар. 25.08.1919 Костянтинівка           | пом. 26.06.1944 Хорошки                 |
| 76                          | Герой Радянського Союзу | Дзюба Петро Петрович              | 01.11.1943 № 1271                          | Авіація                    | помічник командира полку, гвардії капітан                                                      | нар. 12.02.1915 Костянтинівка           | пом. 17.01.1965 Харків                  |
| 77                          | Герой Радянського Союзу | Догаєв Володимир Іванович         | 26.10.1944 № 5271                          | Авіація                    | командир ескадрильї, старший лейтенант                                                         | нар. 19.10.1921 Диліївка                | пом. 25.02.1945 Добеле                  |
| 78                          | Герой Радянського Союзу | Жужома Микола Іванович            | 22.02.1944 № 2563                          | Артилерія                  | командир взводу, старший сержант                                                               | нар. 10.01.1922 Костянтинівка           | пом. 24.09.1981 Глухів                  |
| 79                          | Герой Радянського Союзу | Мірошниченко Анатолій Кузьмич     | 24.12.1943 посмертно                       | Артилерія                  | командир батареї, гвардії старший лейтенант                                                    | нар. 10.09.1921 Костянтинівка           | пом. 23.10.1943 Київська область        |
| місто Краматорськ           |                         |                                   |                                            |                            |                                                                                                |                                         |                                         |
| 80                          | Герой Радянського Союзу | Бобров Михайло Іванович           | 24.03.1945 № 5419                          | Піхота                     | командир взводу, лейтенант                                                                     | нар. 05.04.1920 Краматорськ             | пом. 10.05.1951 Краматорськ             |
| 81                          | Герой Радянського Союзу | Гончаров Леонід Антонович         | 06.06.1942 посмертно                       | Авіація                    | командир полку, підполковник                                                                   | нар. 13.10.1903 Краматорськ             | пом. 31.10.1941 Міллерово               |
| 82                          | Герой Радянського Союзу | Кулик Павло Петрович              | 09.02.1944 № 2549                          | Артилерія                  | командир батареї, капітан                                                                      | нар. 14.01.1918 Краматорськ             | пом. 07.06.1985 Київ                    |
| 83                          | Герой Радянського Союзу | Лук'янов Анатолій Григорович      | 04.03.1942 № 670                           | Авіація                    | командир ланки, старший лейтенант                                                              | нар. 12.03.1919 Краматорськ             | пом. 26.12.1986 Волгоград               |
| 84                          | Герой Радянського Союзу | Лисенко Євген Павлович            | 24.03.1945 посмертно                       | Артилерія                  | командир полку, підполковник                                                                   | нар. 01.05.1920 Краматорськ             | пом. 11.10.1944 Молдова                 |
| 85                          | Герой Радянського Союзу | Свірчевський Володимир Степанович | 24.08.1943 № 1041                          | Авіація                    | командир ланки, старший лейтенант                                                              | нар. 28.01.1920 Краматорськ             | пом. 02.05.1985 Харків                  |
| 86                          | Герой Радянського Союзу | Середа Іван Павлович              | 31.08.1941 № 507                           | Бронетанкові війська       | кухар, червоноармієць                                                                          | нар. 01.07.1919 Олександрівка           | пом. 18.11.1950 Олександрівка           |
| 87                          | Герой Радянського Союзу | Ткачов Микола Семенович           | 19.08.1944 № 4058                          | Авіація                    | командир ескадрильї, капітан                                                                   | нар. 01.12.1917 Краматорськ             | пом. 17.10.1980 Маріуполь               |
| Красноармійський район      |                         |                                   |                                            |                            |                                                                                                |                                         |                                         |
| 88                          | Герой Радянського Союзу | Александров Микита Олексійович    | 15.01.1944 № 2939                          | Піхота                     | агітатор полку, гвардії старший лейтенант                                                      | нар. 28.07.1905 Гродівка                | пом. 31.12.1971 Донецьк                 |
| 89                          | Герой Радянського Союзу | Волков Петро Тимофійович          | 09.02.1944 посмертно                       | Артилерія                  | командир гармати, сержант                                                                      | нар. .1918 Вовче                        | пом. 03.11.1943 Вишгородський район     |
| 90                          | Герой Радянського Союзу | Демура Володимир Федотович        | 21.03.1940 посмертно                       | Війська зв'язку            | командир відділення, молодший комвзводу                                                        | нар. 03.06.1918 Красноармійськ          | пом. 14.02.1940 Виборзький район        |
| 91                          | Герой Радянського Союзу | Москаленко Кирило Семенович       | 23.10.1943 № 2002 21.02.1978 № 105/II      | Генералітет                | командувач 40-ї армії, генерал-полковник; заступник міністра оборони, маршал Радянського Союзу | нар. 11.05.1902 Гришине                 | пом. 17.06.1985 Москва                  |
| 92                          | Герой Радянського Союзу | Надточій Іван Іванович            | 13.11.1943 № 3589                          | Піхота                     | комсорг батальйону, лейтенант                                                                  | нар. 14.01.1922 Красноармійськ          | пом. 01.08.1983 Київ                    |
| Лиманський район            |                         |                                   |                                            |                            |                                                                                                |                                         |                                         |
| 93                          | Герой Радянського Союзу | Бірченко Іван Кузьмич             | 08.09.1945 № 8927                          | Піхота                     | командир роти, старший лейтенант                                                               | нар. 07.01.1913 Карпівка                | пом. 12.01.1961 Сміла                   |
| 94                          | Герой Радянського Союзу | Бордюгов Андрій Олексійович       | 18.08.1945 № 7975                          | Авіація                    | командир ланки, старший лейтенант                                                              | нар. 02.02.1922 Терни                   | пом. 01.03.2003 Чернігів                |
| 95                          | Герой Радянського Союзу | Бородін Леонід Григорович         | 31.05.1945 № 8821                          | Артилерія                  | навідник гармати, молодший сержант                                                             | нар. 01.07.1925 Лиман                   | пом. 04.02.2015 Вільнюс                 |
| 96                          | Герой Радянського Союзу | Войтенко Іван Федорович           | 31.03.1943 № 939                           | Артилерія                  | командир батареї, гвардії лейтенант                                                            | нар. 27.01.1920 Лиман                   | пом. 10.12.1994 Сімферополь             |
| 97                          | Герой Радянського Союзу | Кизим Леонід Денисович            | 10.12.1980 № 11448 02.10.1984 №            | Космонавтика               | льотчик-космонавт, полковник                                                                   | нар. 05.08.1941 Лиман                   | пом. 13.06.2010 Москва                  |
| 98                          | Герой Радянського Союзу | Фесенко Михайло Ілліч             | 15.05.1946 № 7031                          | Авіація                    | заступник командира ескадрильї, гвардії старший лейтенант                                      | нар. 15.09.1923 Лиман                   | пом. 30.08.2004 Москва                  |
| 99                          | Герой Радянського Союзу | Чернишенко Віктор Семенович       | 10.03.1944 № 3699                          | Бронетанкові війська       | стрілець-радист танка, сержант                                                                 | нар. 25.10.1925 Олександрівка           | пом. 02.12.1997 Челябінськ              |
| 100                         | Герой Радянського Союзу | Штанько Степан Федотович          | 16.05.1944 № 2192                          | Артилерія                  | командир батареї, гвардії старший лейтенант                                                    | нар. 28.02.1922 Лиман                   | пом. 22.09.1981 Харків                  |
| місто Макіївка              |                         |                                   |                                            |                            |                                                                                                |                                         |                                         |
| 101                         | Герой Радянського Союзу | Безцінний Віктор Миколайович      | 30.10.1943 № 1520                          | Піхота                     | командир взводу, лейтенант                                                                     | нар. 20.07.1924 Макіївка                | пом. 02.12.1976 Макіївка                |
| 102                         | Герой Радянського Союзу | Васильчук Олександр Дмитрович     | 29.06.1945 № 6285                          | Авіація                    | льотчик, гвардії молодший лейтенант                                                            | нар. 15.07.1923 Макіївка                | пом. 16.11.1998 Мінськ                  |
| 103                         | Герой Радянського Союзу | Воронков Михайло Михайлович       | 21.03.1940 № 254                           | Авіація                    | командир ескадрильї, капітан                                                                   | нар. 17.01.1910 Макіївка                | пом. 13.07.1999 Москва                  |
| 104                         | Герой Радянського Союзу | Гаврилов Іван Самсонович          | 29.10.1943 не отримав                      | Піхота                     | командир відділення, молодший сержант                                                          | нар. .1913 Макіївка                     | пом. 02.01.1944 Ставище                 |
| 105                         | Герой Радянського Союзу | Гаркуша Кузьма Дмитрович          | 09.10.1943 № 1201                          | Авіація                    | командир ескадрильї, старший лейтенант                                                         | нар. 03.08.1917 Грузько-Ломівка         | пом. 21.01.1983 Донецьк                 |
| 106                         | Герой Радянського Союзу | Грошев Микола Петрович            | 18.08.1945 № 8211                          | Авіація                    | командир ескадрильї, старший лейтенант                                                         | нар. 04.04.1921 Ханжонкове              | пом. 08.03.1999 Рига                    |
| 107                         | Герой Радянського Союзу | Євстратов Микола Олександрович    | 21.03.1940 № 352                           | Бронетанкові війська       | технік батальйону, молодший військтехнік                                                       | нар. 16.12.1912 Макіївка                | пом. 15.09.1991 Черкаси                 |
| 108                         | Герой Радянського Союзу | Ільченко Віктор Лук'янович        | 29.06.1945 № 6288                          | Авіація                    | старший льотчик, гвардії лейтенант                                                             | нар. 20.09.1922 Макіївка                | пом. 14.11.1949                         |
| 109                         | Герой Радянського Союзу | Кошелєв Микола Іванович           | 10.03.1944 посмертно                       | Бронетанкові війська       | командир роти, лейтенант                                                                       | нар. 25.12.1916 Макіївка                | пом. 16.09.1943 Смоленська область      |
| 110                         | Герой Радянського Союзу | Марунченко Павло Полікарпович     | 17.11.1943 посмертно                       | Політпрацівники            | заступник командира батальйону, гвардії старший лейтенант                                      | нар. 05.04.1917 Макіївка                | пом. 03.11.1943 Крим                    |
| 111                         | Герой Радянського Союзу | Панченко Борис Костянтинович      | 23.05.1945 № 7687                          | Артилерія                  | командир батареї, лейтенант                                                                    | нар. 30.05.1915 Макіївка                | пом. 05.11.1985 Макіївка                |
| 112                         | Герой Радянського Союзу | Суботін Юрій Костянтинович        | 24.03.1945 № 4214                          | Артилерія                  | командир дивізіону, гвардії капітан                                                            | нар. 25.08.1923 Макіївка                | пом. 15.09.1996 Москва                  |
| місто Маріуполь             |                         |                                   |                                            |                            |                                                                                                |                                         |                                         |
| 113                         | Герой Радянського Союзу | Калабун Валентин Васильович       | 29.06.1945 № 8785                          | Піхота                     | розвідник, гвардії старший сержант                                                             | нар. 07.11.1924 Маріуполь               | пом. 20.07.1997 Маріуполь               |
| 114                         | Герой Радянського Союзу | Курилов Володимир Ілліч           | 15.05.1946 № 9022                          | Піхота                     | снайпер, єфрейтор                                                                              | нар. 02.12.1926 Маріуполь               | пом. 16.05.1998 Маріуполь               |
| 115                         | Герой Радянського Союзу | Лорін Михайло Васильович          | 05.11.1944 № 4011                          | Авіація                    | штурман ескадрильї, гвардії капітан                                                            | нар. 06.09.1909 Маріуполь               | пом. 05.12.1985 Санкт-Петербург         |
| 116                         | Герой Радянського Союзу | Моісеєнко Анатолій Степанович     | 23.02.1945 № 5405                          | Авіація                    | командир ланки, лейтенант                                                                      | нар. 24.08.1922 Маріуполь               | пом. 30.06.1995 Маріуполь               |
| 117                         | Герой Радянського Союзу | Нестеренко Дмитро Якимович        | 04.02.1944 № 1492                          | Авіація                    | командир ескадрильї, капітан                                                                   | нар. 26.10.1906 Маріуполь               | пом. 28.05.1953                         |
| 118                         | Герой Радянського Союзу | Пироженко Степан Матвійович       | 27.06.1945 № 7831                          | Інженерні війська          | катерист, сержант                                                                              | нар. 24.04.1916 Маріуполь               | пом. 21.03.1962 Київ                    |
| 119                         | Герой Радянського Союзу | Филипських Євген Федорович        | 15.08.1944 № 4089                          | Партизани і підпільники    | командир партизанської бригади, полковник                                                      | нар. 28.06.1914 Маріуполь               | пом. 10.06.1953 Мінськ                  |
| Мар'їнський район           |                         |                                   |                                            |                            |                                                                                                |                                         |                                         |
| 120                         | Герой Радянського Союзу | Буряк Микола Васильович           | 04.02.1944 № 1494                          | Авіація                    | командир ескадрильї, старший лейтенант                                                         | нар. 15.01.1918 Желанне Друге           | пом. 27.12.2006 Краматорськ             |
| 121                         | Герой Радянського Союзу | Воронін Павло Мартинович          | 29.06.1945 № 8723                          | Авіація                    | командир танка, гвардії старшина                                                               | нар. 14.12.1918 Максимільянівка         | пом. 23.08.2003 Луганськ                |
| 122                         | Герой Радянського Союзу | Жильцов Василь Маркович           | 22.07.1944 № 87234025                      | Військово-морський флот    | командир ланки катерів, гвардії старший лейтенант                                              | нар. 29.11.1909 Старомихайлівка         | пом. 16.12.1976 Кронштадт               |
| 123                         | Герой Радянського Союзу | Журавльов Василь Артемович        | 23.02.1948 № 5809                          | Авіація                    | штурман полку, майор                                                                           | нар. 23.01.1913 Катеринівка             | пом. 19.01.2001 Краснодар               |
| 124                         | Герой Радянського Союзу | Запорожець Федір Якович           | 13.11.1943 № 6669                          | Інженерні війська          | командир відділення, сержант                                                                   | нар. 11.11.1911 Пречистівка             | пом. 31.05.1975 Володимирівка           |
| 125                         | Герой Радянського Союзу | Талах Костянтин Якович            | 16.05.1944 не отримав                      | Піхота                     | командир відділення, молодший сержант                                                          | нар. .1918 Максимівка                   | пом. 20.10.1944 Калінінградська область |
| 126                         | Герой Радянського Союзу | Удодов Олександр Абрамович        | 24.03.1945 № 5514                          | Піхота                     | автоматник, рядовий                                                                            | нар. 25.08.1917 Старомихайлівка         | пом. 09.02.1985 Донецьк                 |
| 127                         | Герой Радянського Союзу | Харченко Василь Степанович        | 13.11.1943 посмертно                       | Піхота                     | помічник командира взводу, старший сержант                                                     | нар. 01.01.1913 Всесвятське             | пом. 05.10.1943 Броварський район       |
| Новоазовський район         |                         |                                   |                                            |                            |                                                                                                |                                         |                                         |
| 128                         | Герой Радянського Союзу | Людников Іван Ілліч               | 16.10.1943 № 1892                          | Генералітет                | командир корпусу, генерал-лейтенант                                                            | нар. 26.09.1902 Крива Коса              | пом. 22.04.1976 Москва                  |
| Олександрівський район      |                         |                                   |                                            |                            |                                                                                                |                                         |                                         |
| 129                         | Герой Радянського Союзу | Єгубченко Василь Кирилович        | 24.03.1945 посмертно                       | Бронетанкові війська       | командир взводу, лейтенант                                                                     | нар. 20.09.1923 Михайлівка              | пом. 12.10.1944 Шилутський район        |
| 130                         | Герой Радянського Союзу | Єфимов Петро Іванович             | 27.06.1945 № 6560                          | Авіація                    | помічник командира ескадрильї, гвардії капітан                                                 | нар. 25.06.1920 Шкарупине               | пом. 22.09.1974 Москва                  |
| Першотравневий район        |                         |                                   |                                            |                            |                                                                                                |                                         |                                         |
| 131                         | Герой Радянського Союзу | Безух Михайло Іванович            | 01.07.1944 № 1983                          | Авіація                    | штурман полку, майор                                                                           | нар. 25.05.1914 Білосарайська Коса      | пом. 31.07.1971 Москва                  |
| 132                         | Герой Радянського Союзу | Мурза Ілля Митрофанович           | 29.06.1945 № 5531                          | Піхота                     | командир полку, підполковник                                                                   | нар. 01.09.1904 Мангуш                  | пом. 11.11.1983 Семилуки                |
| Слов'янський район          |                         |                                   |                                            |                            |                                                                                                |                                         |                                         |
| 133                         | Герой Радянського Союзу | Брисєв Федір Якович               | 19.08.1944 № 5262                          | Авіація                    | заступник командира ескадрильї, капітан                                                        | нар. 15.02.1915 Слов'янськ              | пом. 31.03.1995 Вороніж                 |
| 134                         | Герой Радянського Союзу | Гавриш Іван Іванович              | 22.02.1944 № 2391                          | Піхота                     | командир взводу, сержант                                                                       | нар. 18.07.1914 Черкаське               | пом. 04.01.1976 Черкаське               |
| 135                         | Герой Радянського Союзу | Гончаров Микола Артемович         | 23.10.1943 не отримав                      | Піхота                     | кулеметник, рядовий                                                                            | нар. 30.11.1924 Микільське              | пом. 23.01.1945 Келецький повіт         |
| 136                         | Герой Радянського Союзу | Дібров Пилип Давидович            | 24.03.1945 № 6900                          | Піхота                     | командир батальйону, капітан                                                                   | нар. 11.10.1915 Пискунівка              | пом. 08.03.1996 Біла Церква             |
| 137                         | Герой Радянського Союзу | Кривень Петро Якович              | 26.10.1944 № 4851                          | Авіація                    | старший льотчик, гвардії лейтенант                                                             | нар. 25.11.1922 Олександрівка           | пом. 20.01.1945 Щиценський повіт        |
| 138                         | Герой Радянського Союзу | Лизенко Микола Романович          | 10.04.1945 № 4797                          | Піхота                     | командир роти, гвардії старший лейтенант                                                       | нар. 15.10.1918 Слов'янськ              | пом. 18.06.1960 Слов'янськ              |
| 139                         | Герой Радянського Союзу | Пучков Герман Іванович            | 15.05.1946 № 7057                          | Авіація                    | командир ланки, гвардії старший лейтенант                                                      | нар. 19.10.1923 Слов'янськ              | пом. 09.07.1981 Пінськ                  |
| 140                         | Герой Радянського Союзу | Семейко Микола Іларіонович        | 19.04.1945 не отримав 29.06.1945 посмертно | Авіація                    | штурман ескадрильї, гвардії капітан                                                            | нар. 25.03.1923 Слов'янськ              | пом. 20.04.1945 Східна Пруссія          |
| 141                         | Герой Радянського Союзу | Скляров Іван Григорович           | 01.07.1944 № 3919                          | Авіація                    | командир ескадрильї, старший лейтенант                                                         | нар. 12.07.1919 Щемилівка               | пом. 15.03.1980 Козятин                 |
| 142                         | Герой Радянського Союзу | Федорчук Ігор Олександрович       | 04.02.1944 № 3205                          | Авіація                    | командир ланки, гвардії лейтенант                                                              | нар. 26.12.1919 Слов'янськ              | пом. 17.12.2008 Москва                  |
| 143                         | Герой Радянського Союзу | Цимбал Іван Васильович            | 30.10.1943 № 1529                          | Політпрацівники            | парторг батальйону, молодший лейтенант                                                         | нар. 14.09.1904 Троїцьке                | пом. 15.02.1973 Дніпропетровськ         |
| Тельманівський район        |                         |                                   |                                            |                            |                                                                                                |                                         |                                         |
| 144                         | Герой Радянського Союзу | Бейда Іван Мартинович             | 10.01.1944 № 2370                          | Піхота                     | командир взводу, молодший лейтенант                                                            | нар. 15.09.1916 Кузнецово-Михайлівка    | пом. 09.12.1987 Гранітне                |
| місто Харцизьк              |                         |                                   |                                            |                            |                                                                                                |                                         |                                         |
| 145                         | Герой Радянського Союзу | Алехнович Євген Антонович         | 27.06.1945 посмертно                       | Авіація                    | командир ескадрильї, гвардії старший лейтенант                                                 | нар. 20.05.1920 Троїцько-Харцизьк       | пом. 13.01.1945 Польща                  |
| 146                         | Герой Радянського Союзу | Лихолєтов Петро Якович            | 04.02.1944 № 3285                          | Авіація                    | командир ескадрильї, капітан                                                                   | нар. 18.07.1917 Харцизьк                | пом. 13.07.1945 Санкт-Петербург         |
| 147                         | Герой Радянського Союзу | Максименко Василь Іванович        | 23.11.1942 № 741                           | Авіація                    | командир ескадрильї, старший лейтенант                                                         | нар. 12.02.1913 Харцизьк                | пом. 05.06.2004 Рига                    |
| 148                         | Герой Радянського Союзу | Ніколенко Степан Михайлович       | 11.04.1940 № 282                           | Бронетанкові війська       | начальник штабу батальйону, старший лейтенант                                                  | нар. 27.12.1905 Харцизьк                | пом. 16.08.1942 Гагарінський район      |
| 149                         | Герой Радянського Союзу | Павленко Микола Микитович         | 23.02.1945 № 5352                          | Авіація                    | командир ескадрильї, гвардії старший лейтенант                                                 | нар. 09.06.1920 Троїцько-Харцизьк       | пом. 22.11.1997 Ростов-на-Дону          |
| 150                         | Герой Радянського Союзу | Шалімов Володимир Федорович       | 23.02.1945 № 5346                          | Авіація                    | заступник начальника штабу полку, капітан                                                      | нар. 24.09.1921 Харцизьк                | пом. 15.06.2001 Москва                  |
| місто Чистякове             |                         |                                   |                                            |                            |                                                                                                |                                         |                                         |
| 151                         | Герой Радянського Союзу | Добриков Іван Андрійович          | 10.01.1944 посмертно                       | Піхота                     | начальник штабу полку, капітан                                                                 | нар. 13.04.1914 Чистякове               | пом. 29.10.1943 Канівський район        |
| 152                         | Герой Радянського Союзу | Косенко Юрій Хрисанфович          | 31.05.1944 посмертно                       | Авіація                    | командир ланки, гвардії лейтенант                                                              | нар. .1922 Чистякове                    | пом. 17.05.1944 Кюменлааксо             |
| Шахтарський район           |                         |                                   |                                            |                            |                                                                                                |                                         |                                         |
| 153                         | Герой Радянського Союзу | Глига Григорій Семенович          | 27.06.1945 № 6510                          | Авіація                    | штурман полку, гвардії майор                                                                   | нар. 17.11.1913 Шахтарськ               | пом. 10.03.1982 Одеса                   |
| 154                         | Герой Радянського Союзу | Кот Віктор Севастянович           | 20.09.1982 № 11484                         | Авіація                    | командир полку, гвардії полковник                                                              | нар. 08.11.1940 Шахтарськ               | Москва                                  |
| Ясинуватський район         |                         |                                   |                                            |                            |                                                                                                |                                         |                                         |
| 155                         | Герой Радянського Союзу | Гуляєв Микола Семенович           | 27.06.1945 № 7554                          | Авіація                    | заступник командира ескадрильї, гвардії старший лейтенант                                      | нар. 01.08.1921 Новоселівка Друга)      | пом. 31.03.1967 Вороніж                 |
| 156                         | Герой Радянського Союзу | Єлагін Сергій Іванович            | 24.03.1945 № 7454                          | Піхота                     | командир відділення, молодший сержант                                                          | нар. .1903 Орлівка                      | пом. 02.05.1949 Авдіївка                |
| 157                         | Герой Радянського Союзу | Мостовий Микола Олександрович     | 29.06.1945 № 8776                          | Авіація                    | командир ескадрильї, гвардії капітан                                                           | нар. 23.01.1919 Новоселівка Перша       | пом. 21.05.1991 Чкаловський             |
| 158                         | Герой Радянського Союзу | Чистяков Віктор Феофанович        | 29.08.1939 № 156                           | Авіація                    | командир ескадрильї, старший лейтенант                                                         | нар. 10.11.1906 Піски                   | пом. 23.04.1959 Тбілісі                 |